# دربند (طهران)
دربند هي منطقة سياحية تقع اقصى شمال العاصمة الإيرانية طهران. متربعة على أحد سفوح سلسلة جبال البرز. يبلغ ارتفاع منطقة دربند 1700 متراً عن مستوى سطح البحر وتُعَد بداية إحدى الطرق الرئيسة لصعود متسلقي الجبال لمرتفعات جبال البرز الوسطى.

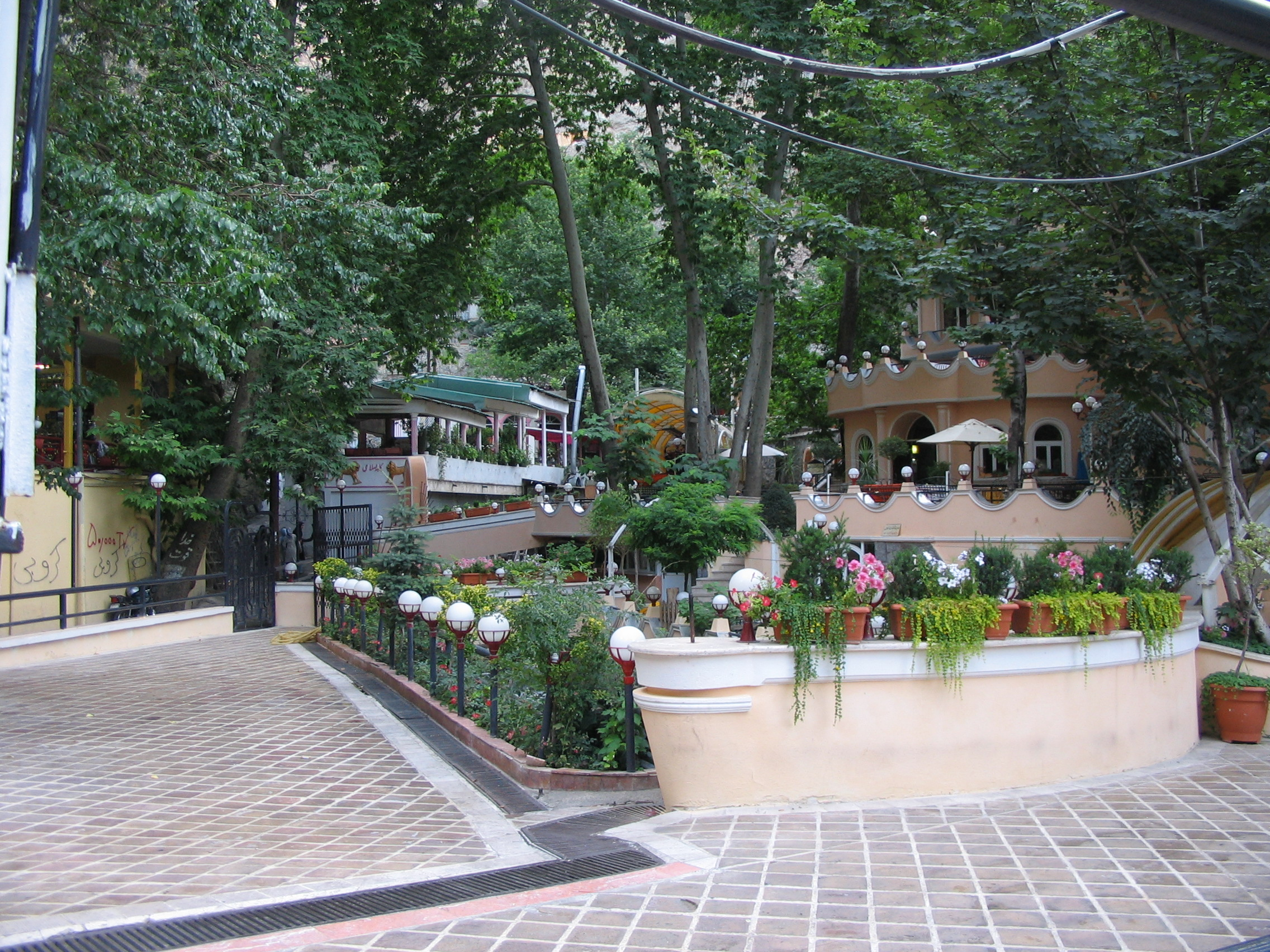
مطعم في دربند

## تأريخها السياحي
- الدولة القاجارية: تُعتبَر دربند من أقدم القرى المتوفّرة بمنطقة شميران في شمال طهران وأجملها طقساً وذلك بفضل وقوعها بين احضان الجبال بجوار نهرٍ يسمّى بنفس الاسم «نهر دربند»، وهذا الشيء هو الذي لفت انظار كبار شخصيات الحكومة القاجارية حيث بنوا قصورهم الملكية هناك منها مجمّع قصر سعد آباد التاريخي.
- الدولة البهلوية: ولجمالها اختارها شاه إيران محمد رضا بهلوي لبناء عدة قصور عُرِفَت باسم مجمع قصور سعد آباد حيث تلاصق من الجهة الشمالية منطقة دربند، وباتت هذه القصور حالياً المكان الذي يستقبل فيهِ كبار ضيوف الدولة.[3]

## إمكاناتها الطبيعية
تشتهر دربند بعذوبة مياهها المنحدرة من قمم الجبال وهوائها العليل في فصل الصيف مما جعل منها متنزهاً كبيراً للايرانيين ومقصداً للسائحين الذين يفضلونها لبعدها عن تلوث المدينة وصخبها. وأدى وجود مياه طبيعية ومناظر جبلية خلابة وخضرة جذابة إلى انتشار مقاهي كثيرة تُعرَف بأسم (سنتي) إذ تتوفر فيها المأكولات الشعبية والشاي الخاص الإيراني. كما هناك طريق وعر يبدأ من دربند ويؤدي في نهايته إلى شلالين توأمين ومأوى «شيربلا»، التي هي محطة استراحة. كما ان قرية دربند يتخللها نهرٌ يدعى نهر دربند.

## محطات التلفريك ووسائط النقل
توجد داخل هذه المنطقة السياحية محطة تلفريك دربند وتكون على شكل مقاعد مكشوفة مزدوجة تنقل الركاب وهم مطلّين على مناظر جميلة ومنعشة للوديان والجبال والعيون بدءاً من دربند وانتهاءاً إلى قرية «بشت قلعه»، وهي قريةٌ تُعتبَر معلماً اثريّاً.
كما يمكن الوصول لهذه المنطقة بسهولة عن طريق ساحة تجريش للاستفادة من محطات حافلات BRT أو عبر محطات المترو ومن ثم الانطلاق إلى دربند. أو عن طريق سيارات الأجرة المتوفّرة، أو ركوب السيارات الشخصية.

## أنظر أيضاً
- حديقة الشعب
- حديقة الماء والنار
- ديزين